# Manoir Neuhaus (Lübben)
Le manoir Neuhaus (Gut Neuhaus, littéralement manoir Maison Neuve) est une petite gentilhommière située à Steinkirchen qui fait partie de la municipalité de Lübben dans le Brandebourg (arrondissement de Dahme-Forêt-de-Spree). C'est aujourd'hui le conservatoire et l'école de musique de l'arrondissement.

## Histoire

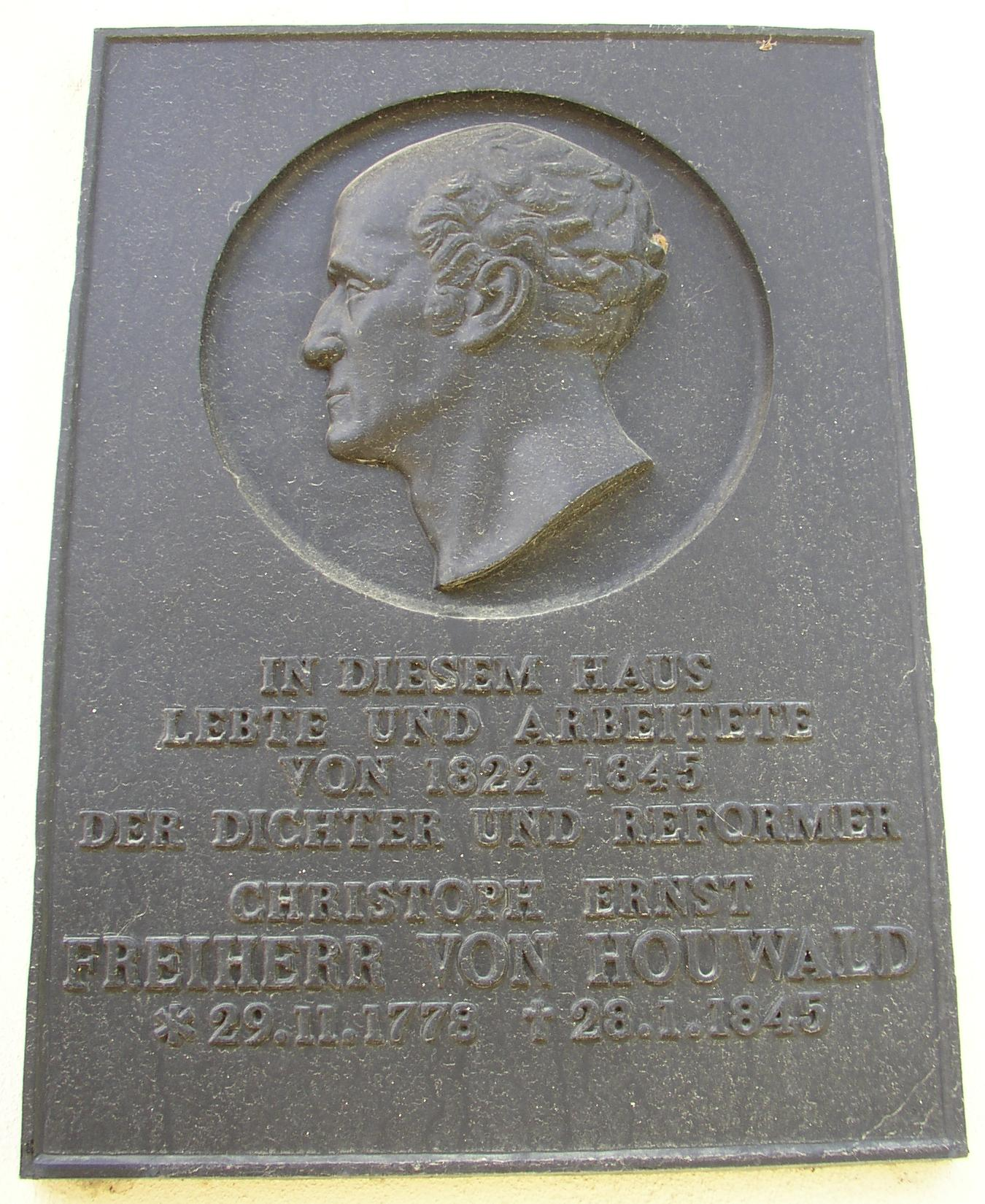
Plaque mémoriale en souvenir d'Ernst von Houwald

L'édifice de plain pied sans étage est construit en 1801 dans le style Biedermeier par un architecte inconnu, sans doute élève de Friedrich Gilly. La façade présente un avant-corps au milieu couronné d'un fronton triangulaire avec une horloge et flanqué de deux petits avant-corps. L'avant-corps principal est orné d'un balcon au-dessus du perron, soutenu de deux colonnes. Un portique classique se trouve au milieu de la façade du côté du jardin. Le manoir, sur une petite hauteur, est entouré d'un jardin.
La décoration intérieure est de style classique. La salle à coupole de forme octogonale qui mène à l'étage sous les combles est remarquable.
Le  poète Ernst von Houwald (1778-1845) achète cette maison le 2 juin 1822 pour 9 000 thalers. Il y habite et y écrit de 1822 à 1845. Une plaque commémorative rappelle son souvenir. Neuhaus devient alors le lieu de rencontre de personnalités de l'époque romantique, telles que Bettina et Achim von Arnim, Emanuel Geibel, Adelbert von Chamisso, Friedrich de La Motte-Fouqué, Ludwig Tieck, Franz Grillparzer, Julius Eduard Hitzig, Christian Jakob Salice-Contessa et son frère Karl Wilhelm qui y habite de 1821 à 1824, etc.
Ernst von Houwald est enterré contre l'église du village. Sa veuve la baronne von Houwald, née baronne Auguste-Eleonore von Haberkorn (1789-1875), vend Neuhaus à son neveu Karl von Houwald. Après la mort de ce dernier en 1883, sa veuve Veronica y habite jusqu'en 1913. Le manoir est acheté alors par Franz von Poncet qui meurt au combat un an plus tard. Il est ensuite acquis par le margraviat de Basse-Lusace. Albrecht et Hélène von Houwald deviennent propriétaires des lieux en 1931. Leur fils Götz von Houwald (1913-2001), futur diplomate, y a vécu dans sa jeunesse.

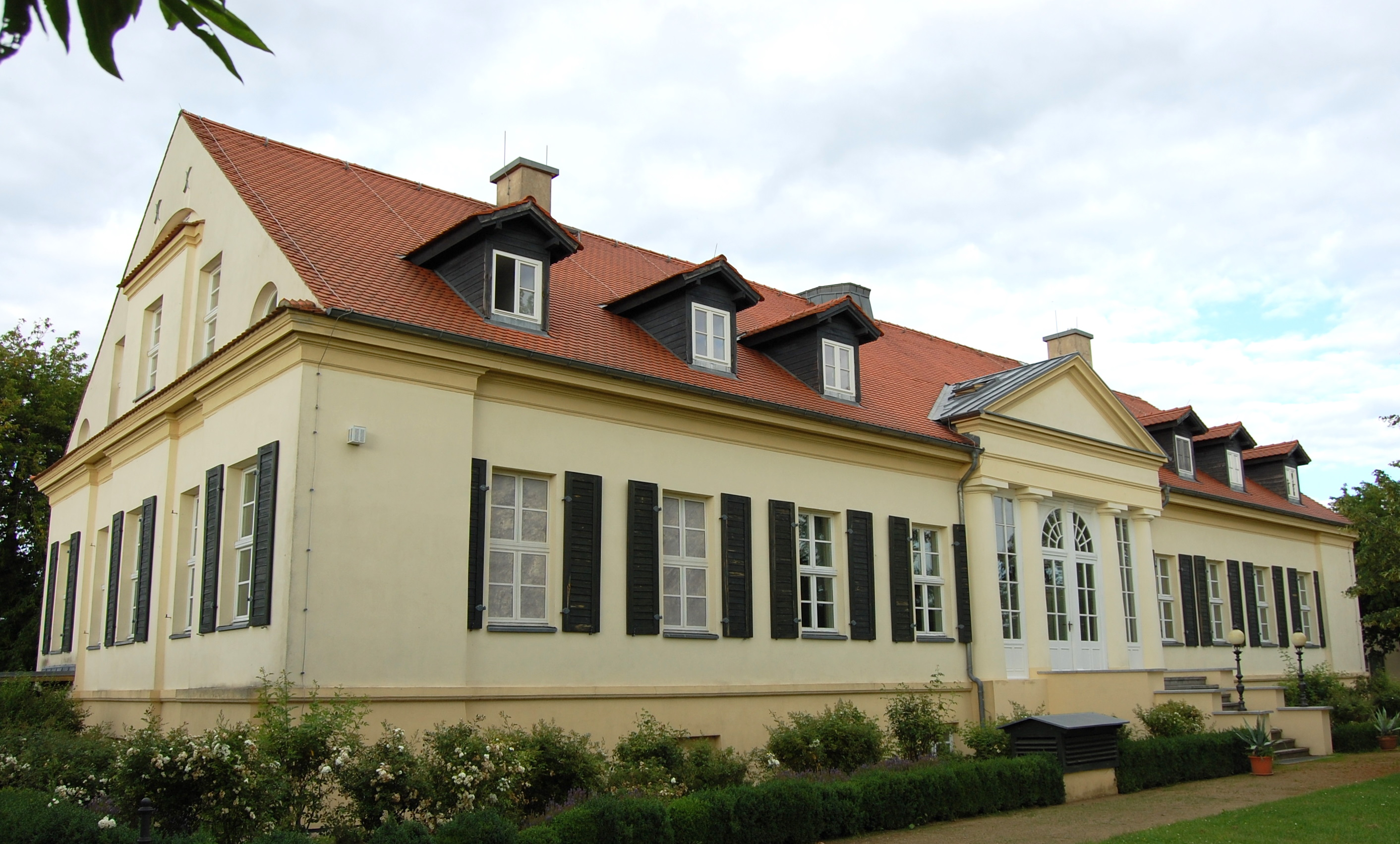
Façade arrière

La gentilhommière abrite des réfugiés de l'Est expulsés des anciens territoires allemands à la fin de la guerre, puis l'on y installe un foyer pour enfants et, en 1960, l'ancien manoir est arrangé pour servir d'école, mais le bâtiment est si mal entretenu qu'en 1986, il est vidé, les autorités locales n'ayant pas les moyens de le restaurer. Après la fin de  la république démocratique allemande, la toiture est consolidée en 1990 et au cours des années suivantes des travaux de restauration ont lieu. L'inauguration officielle - à laquelle le baron Götz von Houwald est invité - se tient le 20 décembre 1996.
Le manoir sert d'école de musique. Quelques pièces consacrées à la mémoire d'Ernst von Houwald se visitent. L'on donne des expositions et des concerts régulièrement.

## Sources
- (de) Cet article est partiellement ou en totalité issu de l’article de Wikipédia en allemand intitulé « Schloss Neuhaus (Steinkirchen) » (voir la liste des auteurs).